# Zandburen (Hollands Kroon)
Zandburen is een buurtschap in de gemeente Hollands Kroon in de provincie Noord-Holland.
Zandburen ligt ten noordoosten van het centrum van het dorp Hippolytushoef. Het valt sinds het begin van de 20e eeuw formeel onder die plaats. De buurtschap in waarschijnlijk genoemd naar het feit dat er woningen stonden op wat hoger gelegen zandgrond. Buren betekent in deze nederzetting, afgeleid van Bûr, dat gewoon woning betekent. In 1840 was de bevolking van de plaats het dubbele van het iets meer in het noorden gelegen Noordburen. Die had destijds 25 inwoners en Zandburen dus 50 inwoners. Op Zandburen heeft eeuwenlang een korenmolen gestaan, genaamd De Pool. Deze is in 1944 na blikseminslag verbrand.
Tot 31 december 2011 behoorde Zandburen tot de gemeente Wieringen die per 1 januari 2012 in een gemeentelijke herindeling is samengegaan tot de gemeente Hollands Kroon.
Dorpen en gehuchten: Anna Paulowna · Barsingerhorn · Breezand · Den Oever · Haringhuizen · Hippolytushoef · De Haukes · Kleine Sluis · Kolhorn · Kreil · Kreileroord · Lutjewinkel · Middenmeer · Moerbeek · Nieuwe Niedorp · Nieuwesluis · Oosterklief · Oosterland · Oude Niedorp · Slootdorp · Smerp · Stroe · De Strook · Terdiek · Tolke (deels) · Van Ewijcksluis · Vatrop · 't Veld · Verlaat (deels) · Westerklief · Westerland · Wieringerwaard · Wieringerwerf · Winkel · Zijdewind

Buurtschappen: Blokhuizen · Dam · De Belt · De Bomen · De Elft · Emaus · Gelderse Buurt · De Gest · Groetpolder · Hanedoes · De Heid · De Hoelm · Hogebieren · Hollebalg · De Kampen · Langereis (deels) · De Leijen · Lutjekolhorn · Mientbrug · Noord-Stroe · Noordburen · Noorderbuurt · De Normer · Poolland · Spoorbuurt · Tin · Vennik (deels) · Wateringskant · De Weel (deels) · De Weere · Westeinde  · Zandburen

Noord-Holland: Steden en dorpen    Nederland: Provincies · Gemeenten